# Donji Kalimanići
Donji Kalimanići (cyr. Доњи Калиманићи) – wieś w Bośni i Hercegowinie, w Republice Serbskiej, w mieście Sarajewo Wschodnie, w gminie Sokolac. W 2013 roku liczyła 53 mieszkańców.